# Холлидей, Полли
Полли Холлидей (англ. Polly Holliday, род. 2 июля 1937) — американская актриса и комедиантка, достигшая наибольшей известности по роли нахальной официантки Фло в комедийном телесериале «Элис», за которую она выиграла две премии «Золотой глобус», а также по спин-оффу шоу — «Фло». Она также известна по ролям в фильмах «Вся президентская рать», «Гремлины», «Луна над Парадором», «Миссис Даутфайр», «Ловушка для родителей», «Бунтарка», «Девушка моих кошмаров» и «Игра без правил».

## Награды и номинации
- «Золотой глобус»
  - 1979 — Премия «Золотой глобус» за лучшую женскую роль второго плана — мини-сериал, телесериал или телефильм «Элис»
  - 1980 — Премия «Золотой глобус» за лучшую женскую роль второго плана — мини-сериал, телесериал или телефильм «Элис»
  - 1981 — Премия «Золотой глобус» за лучшую женскую роль в телевизионном сериале — комедия или мюзикл «Фло» (номинация)
  - 1985 — Премия «Золотой глобус» за лучшую женскую роль второго плана — мини-сериал, телесериал или телефильм «Дар любви: Рождественская история» (номинация)

«Эмми»
  - 1978 — Премия «Эмми» за лучшую женскую роль второго плана в комедийном телесериале «Элис» (номинация)
  - 1979 — Премия «Эмми» за лучшую женскую роль второго плана в комедийном телесериале «Элис» (номинация)
  - 1980 — Премия «Эмми» за лучшую женскую роль второго плана в комедийном телесериале «Элис» (номинация)
  - 1980 — Премия «Эмми» за лучшую женскую роль в комедийном телесериале «Фло» (номинация)

«Тони»
  - 1990 — Премия «Тони» за лучшую женскую роль второго плана в пьесе «Кошка на раскалённой крыше» (номинация)

«Сатурн»
  - 1985 — Премия «Сатурн» лучшей киноактрисе второго плана «Гремлины»